# Kerfourn

Kerfourn este o comună în departamentul Morbihan, Franța. În 1 ianuarie 2022 avea o populație de 842 de locuitori.